# Originalstoffsubstitution
Originalstoffsubstitution bezeichnet die medizinische Verschreibung eines (Sucht-)Mittels, das chemisch dem ohnehin konsumierten Stoff entspricht.

## Anwendungsbereiche
Die überwiegende Zahl aller Debatten und Versuche um die Originalstoffsubstitution drehen sich um die ärztliche Verschreibung von Diacetylmorphin, das unter dem Handelsnamen Heroin weiterhin eine nennenswerte Rolle auf dem kriminalisierten Betäubungsmittelmarkt spielt.
Die Etablierung einer kontrollierten heroingestützten Behandlung erfolgt aus der von Suchtforschern diskutierten Annahme, dass eine Zahl von Heroinkonsumenten in einem solchen Zustand der Verwahrlosung sind, dass sie nicht mehr für andere – ebenfalls niedrigschwellige – Hilfsangebote wie etwa die Methadonvergabe erreichbar sind. Getragen wird diese Ansicht von Untersuchungen zu einem langfristigen „Herausreifungsprozess“ (maturing out), der nur dann erfolgreich sein kann, wenn bis dahin das Überleben der Patienten sichergestellt werden kann.
Ebenso wie bei Methadon- oder Codeinmodellen spielen auch bei der Heroinvergabe sicherheitspolitische Aspekte eine Rolle, die über die Zuversicht argumentieren, kriminogenes Verhalten (Beschaffungskriminalität, Förderung des Betäubungsmittel-, Waffen- und Prostitutionsmarktes) zum Wohle der Allgemeinheit zu beeinflussen.

## Geschichte
Vorreiter der Originalstoffsubstitution ist die Schweiz, die in mehreren Studien seit 1992 Daten über die tatsächlichen Auswirkungen einer Heroinvergabe (diamorphingestützte Behandlung) sammeln konnte. In mehreren Referenden hat das schweizerische Wahlvolk diese Modelle gutgeheißen und Gegenpositionen mit dem Stimmen- und Ständemehr verworfen, zuletzt die Volksabstimmung der Gruppe Jugend ohne Drogen.
Deutschland führte von 2002 bis 2007 eine Medikamentenstudie durch, an deren Ausgang die erwiesene Eignung und Zulassung von Diamorphin als verschreibungsfähiges Betäubungsmittel stand. Eine darüber hinausgehende Legalisierung von Diamorphin war und ist bisher nicht geplant.
Am 28. Mai 2009 wurde die Aufnahme der diamorphingestützten Behandlung in die Regelversorgung vom Bundestag mit 349 Ja-Stimmen und 198 Nein-Stimmen beschlossen.
Die als Modellprojekte bezeichneten Medikamentenstudien in sieben deutschen Städten, die bis zu diesem Zeitpunkt bestanden, wurden daraufhin in die Regelversorgung überführt. 
2010 wurden Behandlung und Medikation vom Gemeinsamen Bundesausschuss (G-BA) aus Kassenärzten und Krankenkassen in den Leistungskatalog der Krankenkassen aufgenommen. Trotzdem ist auch nun fast vier Jahre nach Verabschiedung des Gesetzes keine einzige Vergabestelle in Deutschland hinzugekommen. Im Gegensatz zu vielen Wohlfahrts- und Berufsverbänden, die für eine flächendeckende Umsetzung des Gesetzes plädieren, wurde eine Umsetzung dieser neuen gesetzlichen Möglichkeit von den Kommunen bisher kaum bis gar nicht in Angriff genommen. Dies hat besonders auch damit zu tun, dass im G-BA die Kassenärztliche Bundesvereinigung (KBV) und der Spitzenverband der gesetzlichen Krankenkassen (GKV) gegen Widerstand vor allem der Patientenvertreter einige Anforderungen an die Herointherapie – gegenüber denen zuvor im Modellprojekt – deutlich erhöht und damit verteuert haben. Besonders die neuen Vorgaben, dass die Vergabestellen – unabhängig von Vergabezeiten und Anzahl der Patienten – täglich mindestens zwölf Stunden besetzt sein und über mindestens drei ärztliche Vollzeitstellen verfügen müssen, stellen für viele Kommunen ein schwer überwindliches Hindernis dar. Eine kostendeckende Realisierung des neuen Gesetzes ist daher fast nur möglich, wenn die Diamorphin-Vergabe integriert werden kann in bereits bestehende, größere substituierende Ambulanzen, Krankenhäuser, Gemeinschaftspraxen u. ä. Im August 2011 sah sich die Bundesregierung zwar veranlasst zu betonen, sie "würde es begrüßen, wenn es für die Zielgruppe der diamorphingestützten Substitutionsbehandlung weitere Standorte in Deutschland gäbe", kündigte bisher aber keine Überprüfung dieser administrativen Hindernisse an.

## Standpunkte der Parteien (Deutschland)

### SPD
Die SPD trug während ihrer Beteiligung an der Bundesregierung die drogenpolitische Richtung der Bundesministerin für Gesundheit Ulla Schmidt und der Drogenbeauftragten der Bundesregierung mit. Eine zuvor in der Gesetzesvorlage vorgesehene "Take-Home-Regelung"(die Mitgabe des Medikamentes an Patienten für einen bestimmten Zeitraum, z. B. übers Wochenende), die den erforderlichen Kostenaufwand der Vergaben deutlich reduziert hätte, scheiterte letztendlich aber am Widerstand der SPD. Auf Landesebene hat die SPD zudem bisher selten Initiative ergriffen.

### CDU/CSU
Die CDU sieht keine Vorzüge in der Aufnahme der Originalstoffsubstitution in das Instrumentarium suchtmedizinischer Hilfsangebote. Den Abschlussbericht der Schweizer Versuche bewertet sie als Fehlschlag. Diese Position wird nicht von allen Politikern der CDU geteilt. So wurde die Frankfurter Oberbürgermeisterin Petra Roth (CDU) mehrfach zur Vorreiterin einer Abkehr von der erklärten prohibitionistischen Linie, als sie die Einrichtung von niedrigschwelligen Angeboten der Drogenhilfe unterstützte.
Die CSU stellt die Heroinstudie in einen Kontext mit der Entkriminalisierung von Cannabis und der Einrichtung von Drogenkonsumräumen. Ebenso wird die Originalstoffsubstitution nicht als Substitution aufgefasst und als Suchtverlängerung abgelehnt.

### Bündnis 90/Die Grünen
Bündnis 90/Die Grünen stellten in der ersten rot-grünen Bundesregierung mit Christa Nickels die erste Drogenbeauftragte, die sich massiv für eine Schaffung von Originalstoffsubstitutionsprogrammen aussprach. Auf kommunaler und Landesebene gehört die Durchführung von niedrigschwelligen Angeboten der Drogenhilfe weiterhin zum Programm der grünen Partei. Bündnis 90/Die Grünen befürwortet die Änderung der Anlage zum BtMG, um die Heroinvergabe zu einem dauerhaften Hilfsangebot auszuweiten.

### FDP
Die FDP fordert, nachdem die Auswertung der Ergebnisse der 2002 angelaufenen Studie zur kontrollierten Heroinabgabe nunmehr vorliegen, diese Behandlungsform in die Regelversorgung zu übernehmen.

### Die Linke
Die Linke ging von einem Erfolg der Heroinstudie aus und unterstützte die notwendige Änderung des Betäubungsmittelgesetzes. In den Bundesländern mit Beteiligung an der Landesregierung existierten keine Standorte zur Teilnahme an der Medikamentenstudie. Man begründete dies mit dem Mangel an Bedarf an einer solchen Einrichtung.

### Piratenpartei
Die Piratenpartei fordert auf Basis der Ergebnisse der Medikamentenstudien sowie vieler im In- und Ausland fundiert nachgewiesener wissenschaftlicher Studien, kontrolliert verabreichtes Diamorphin als Medikament im Rahmen einer wirksamen Therapie und als weiteren niedrigschwelligen Baustein in der Behandlung Suchtkranker zu etablieren.
Die PIRATEN fordern u. a.: 
- Die derzeit hohen Zugangshürden zu Diamorphin-Programmen müssen abgebaut werden. Mehr Konsumenten, auch solche mit weniger schädlichen Konsummustern, müssen Zugang erhalten.
- Neben Injektion müssen auch Inhalation und orale Einnahme in Tablettenform zugelassen werden.
- Es müssen mehr Einrichtungen geschaffen werden, die Diamorphinbehandlungen durchführen. Die aktuellen Vorgaben für die Einrichtungen müssen überarbeitet werden.
- Eine intensive psychosoziale Betreuung und bei Bedarf ein Therapieangebot für die Klienten muss sichergestellt werden.